# Segetalflora

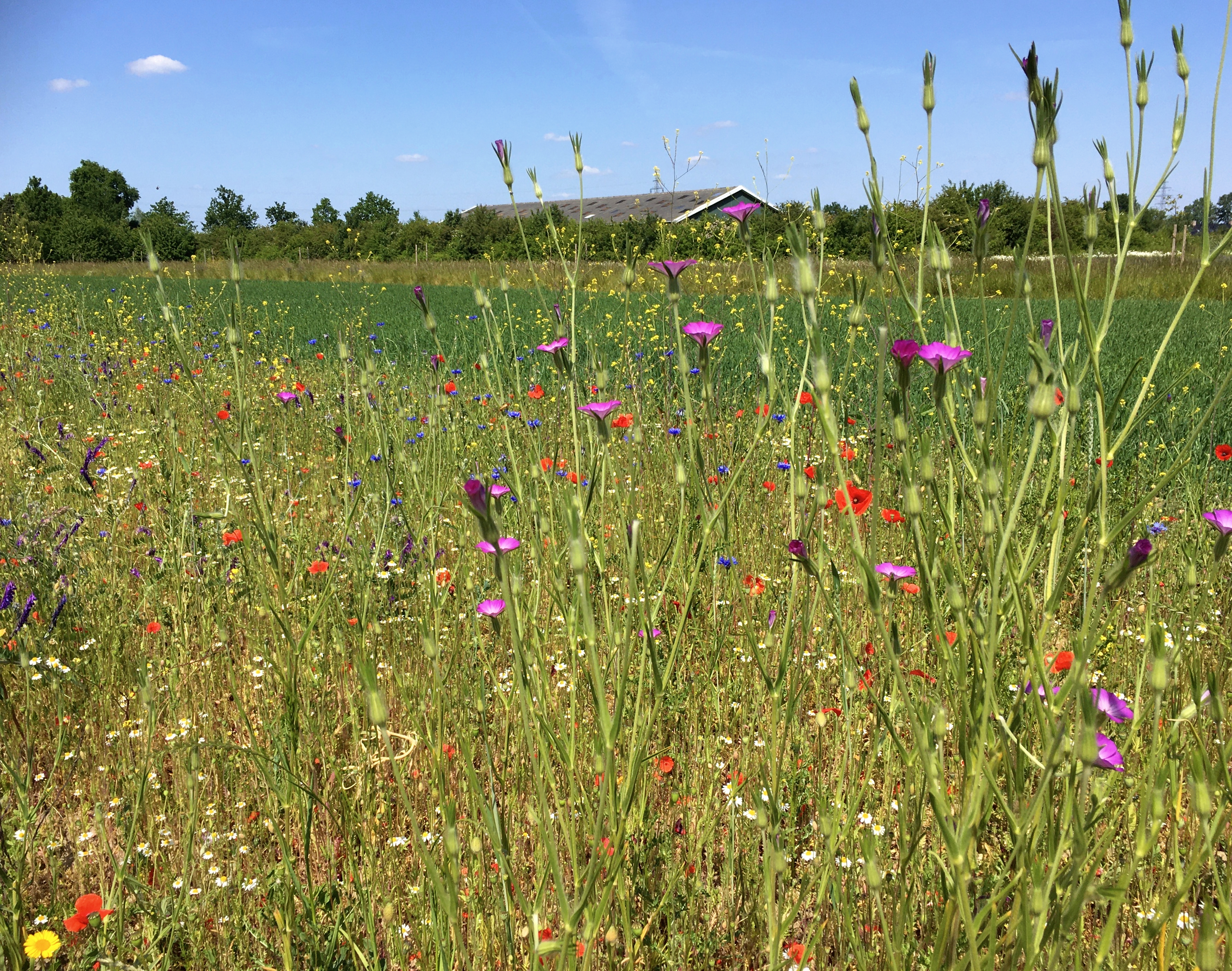
Kornrade (Agrostemma githago) und andere Ackerbegleitpflanzen

Die Ackerbegleitflora oder Segetalflora (von lateinisch seges ‚Saat‘; bzw. von segetalis‚ zur Saat gehörig‘) umfasst alle wildwachsenden Pflanzenarten, die neben den vom Landwirt auf den Äckern und Weinbergen angebauten Kulturpflanzen wachsen. Die Gemeinschaft der auf einem bestimmten Standort vorkommenden Segetalarten wird als Ackerunkrautgesellschaft bezeichnet. In Deutschland gehören zur Segetalflora 150 Arten. Viele dieser Arten sind aufgrund der intensiven Landwirtschaft in ihrem Bestand bedroht und stehen auf der Roten Liste. Viele von ihnen haben deutsche Äcker im Saatgut der (frühgeschichtlichen) Ausbreitung des Ackerbaus aus dem Mittelmeerraum erreicht und können sich außerhalb der Äcker oft nicht etablieren.

## Definition
Die Begriffe Ackerunkräuter, Ackerbegleitflora und Segetalflora können synonym verwendet werden. Jedoch bestehen einige begriffliche Unterschiede. Unkräuter enthält eine wertende Konnotation und bezeichnet "die auf Äckern ohne direktes Zutun des Menschen auftretenden unerwünschten Arten." Ackerbegleitflora verweist auf die Lebensweise dieser Pflanzen, neben Kulturpflanzen begleitend zu existieren. Segetalflora bezeichnet wildwachsende Pflanzen in Äckern und Weinbergen.
Eine Ackerbegleitpflanze beschreibt eine einzelne Art oder ein Individuum, das zur Ackerbegleitflora bzw. zur Segetalflora gezählt wird.
Weiterhin ist eine ökologische und eine ökonomische Definition in Gebrauch. Nach der ökologischen Definition sind Ackerbegleitpflanzen Pflanzen, die „gesellschaftsbildend mit den Nutzpflanzen zusammen auftreten, deren Kultur für sie erträglich, förderlich oder sogar lebensnotwendig ist.“ Nach der ökonomischen Definition sind es Pflanzen, die „unerwünschterweise auf dem Kulturland wachsen und dort mehr Schaden als Nutzen verursachen.“ Allerdings ist darauf zu verweisen, dass nur ein kleiner Teil der Ackerbegleitflora tatsächlich zu wirtschaftlichen Schäden führt. Siehe Abschnitt zu Unkraut.

Beispiele für Ackerbegleitpflanzen
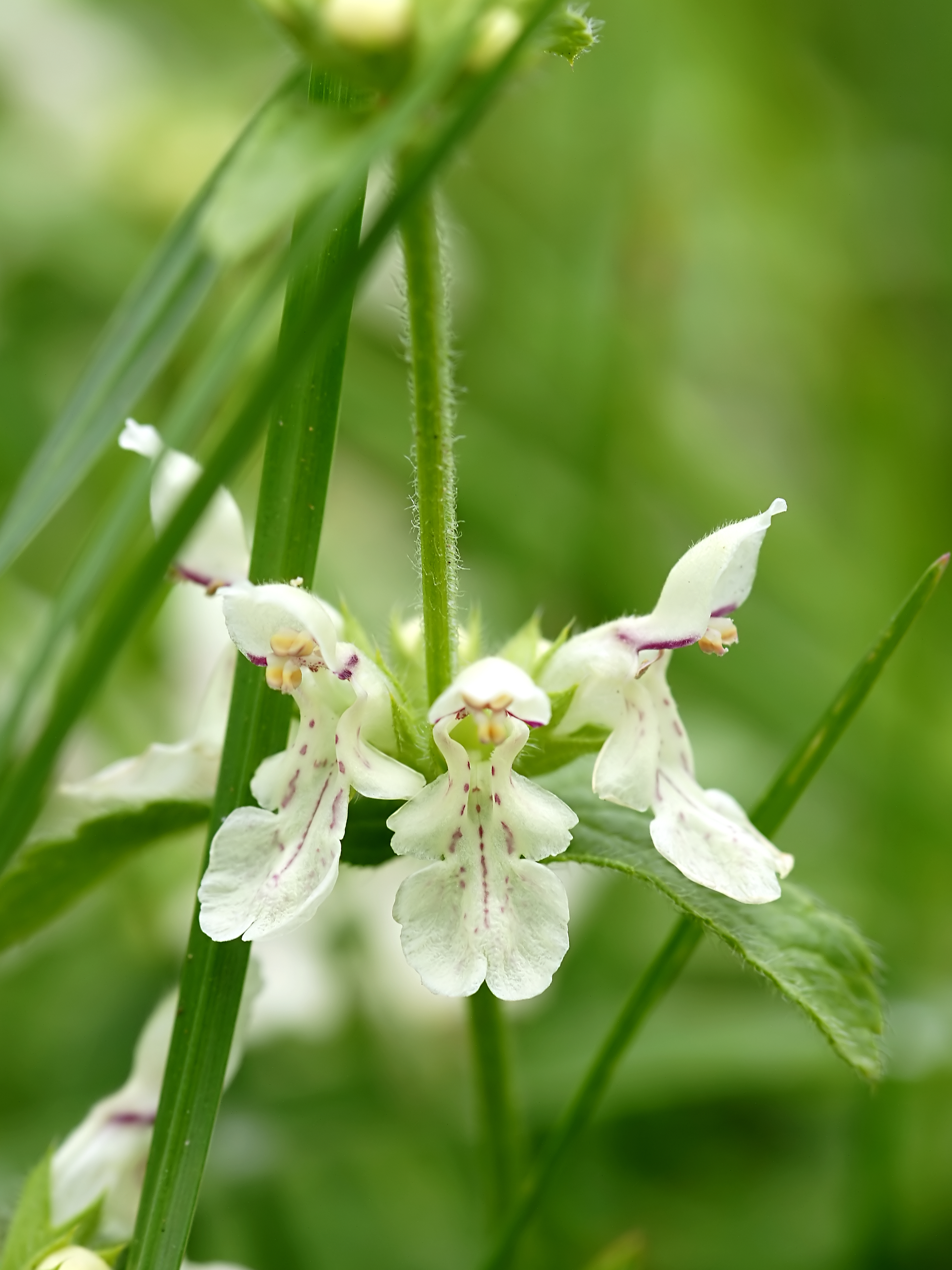
Einjähriger Ziest (Stachys annua)
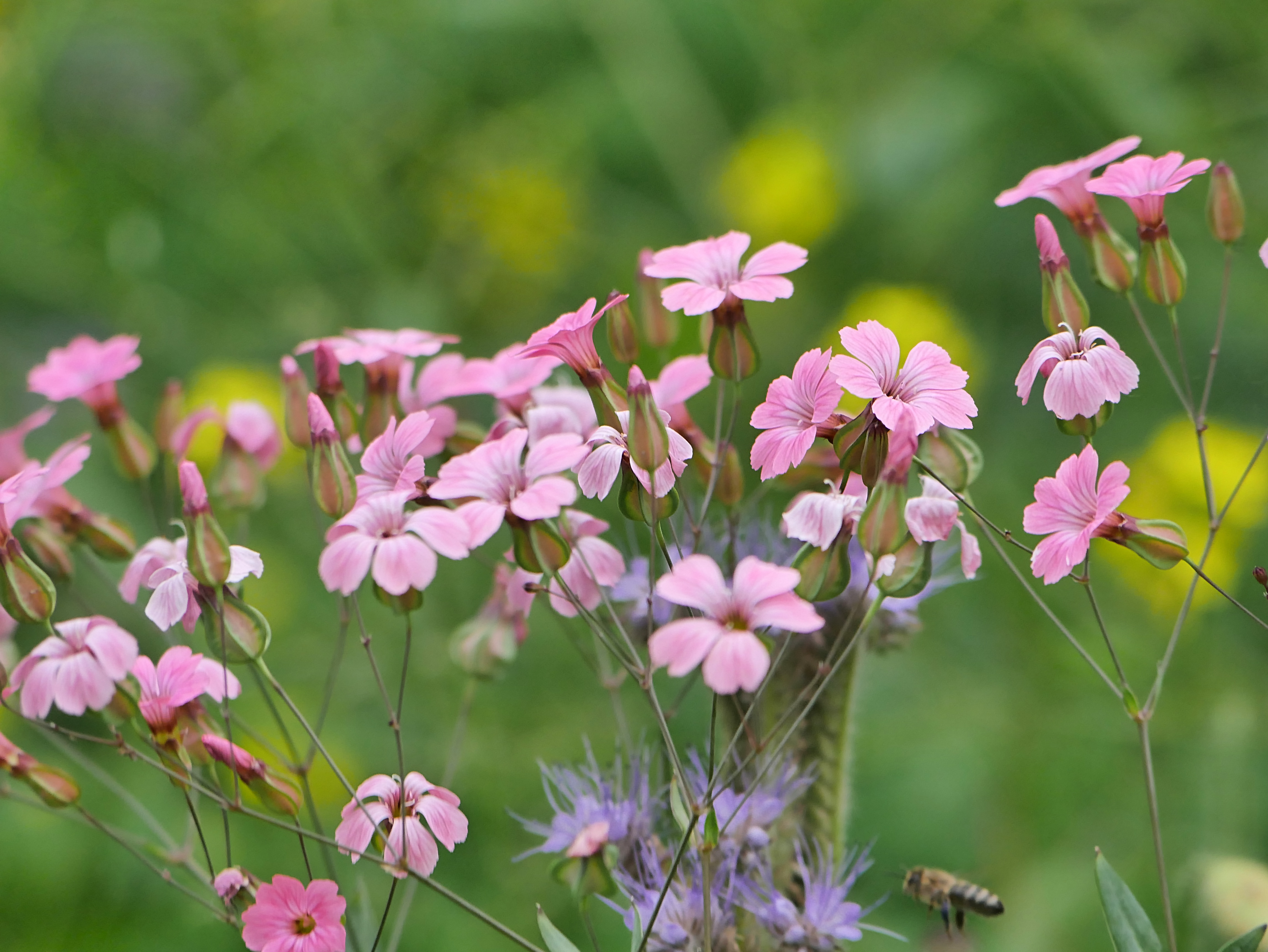
Kuhnelke (Gypsophila vaccaria)
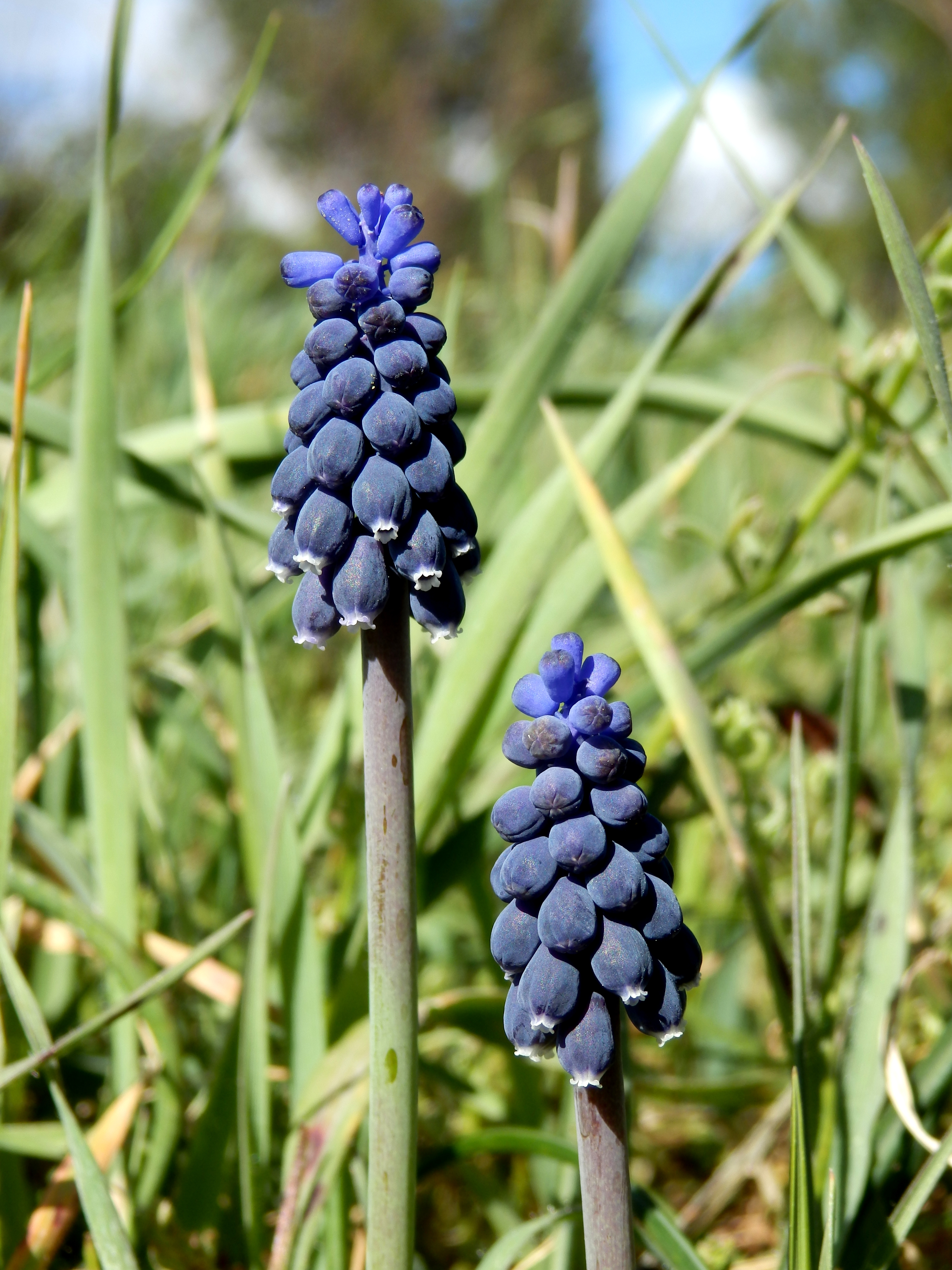
Weinbergs-Traubenhyazinthe (Muscari neglectum)
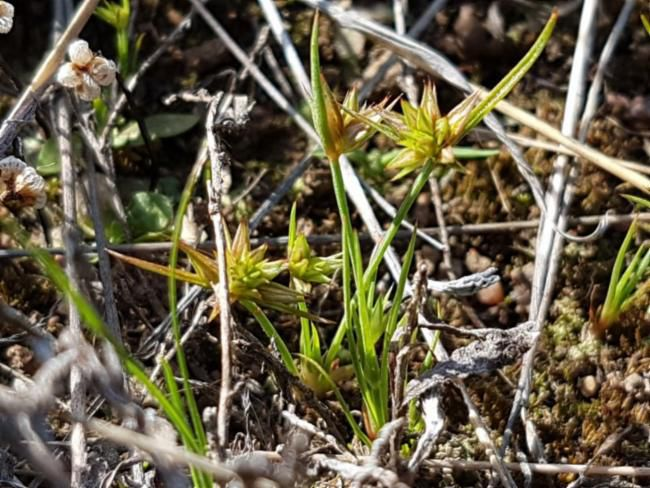
Kopf-Binse (Juncus capitatus)

## Geschichte
Seit Anbeginn des Ackerbaus werden die Kulturpflanzen von Wildpflanzen begleitet. Wobei der Begriff Wildpflanze irreführend ist. Viele Ackerbegleitflora machten eine Koevolution durch und passten sich ihrer Lebensweise der menschlichen Feldbearbeitung an. Bestimmte Pflanzen wie die Kornrade (Agrostemma githago) haben einige ihrer Wildeigenschaften verloren. Einige Autoren verneinen eine tatsächliche Koevolution. Definitiv werden aber die Ackerbegleitflora als ‘obligate Unkräuter’ bezeichnet, die ohne Ackerbau bzw. Kulturpflanzen nicht im gleichen Maße überlebensfähig wären.
Mitteleuropa erreichte die agrarische Revolution und damit die Ackerbegleitflora des Neolithikums ungefähr 6000 Jahre vor unserer Zeitrechnung, was fossile Befunde von Saatgut von Ackerbegleitflora bestätigen. Der Import des Ackerbaus hatte zur Folge, dass viele Arten aus den früh ackerbaulichen Regionen des Mittelmeerraums und des Nahen Ostens ins restliche Europa einwandern konnten.
Analysen der Verbreitung von ‘Unkraut’-Arten zeigen, dass ein Drittel der Arten in ganz Europa, 15 % in Mitteleuropa, 23 % in Südeuropa und 12 % der Arten im atlantischen Westeuropa vorkommen, aber nur 2–4 % der Arten in Osteuropa vorkommt. Weit über 90 % aller Arten hat ihre Heimat im Mittelmeerraum bzw. im westlichen Asien. Viele der heutigen Ackerbegleitflora sind Archäophyten.
Während des Mittelalters breitete sich der Weinanbau nach Norden aus. Wärmeliebende Arten wie die Weinberg-Traubenhyazinthe, die Wein-Tulpe und die Acker-Ringelblume wanderten so von ihren ursprünglichen Regionen im Mittelmeerraum nach Norden mit.
Seit der Neuentdeckung Amerikas durch Kolumbus wurden vermehrt Arten aus anderen Kontinenten nach Europa verfrachtet, diese 'Neophyten' genannte Pflanzen können als Problemunkräuter in Feldern oder als invasive Neophyten Gefahren für die hiesige Biodiversität darstellen. Nennenswerte Beispiele sind das allergene Aufrechte Traubenkraut, nordamerikanische Fuchschwanzarten oder das kanadische Berufkraut. Wiederum gerieten europäische Arten ins Ausland und verursachen dort in der Landwirtschaft Probleme, Beispiele hierfür sind die Echte Zaunwinde in Nordamerika und das Echte Johanniskraut in Australien und Neuseeland.
Wesentliche Veränderungen erfuhr die Biodiversität auf den Äckern durch die Intensivierung der Landwirtschaft. Faktoren wie zunehmender Einsatz von Pflanzenschutz- und Düngemittel, in ihrer Vielfalt abnehmende Fruchtfolgen und Saatgutreinigung verursachten eine Abnahme und Veränderung in der Zusammensetzung der Ackerbegleitpflanzen.

Es ist anzunehmen, dass sich die Diversität der Segetalflora mit der menschlichen Bearbeitung ändern und anpassen wird.
«Die Unkrautflora der Felder hat sich geändert, sie hat sich den neuen Bewirtschaftungsmethoden angepasst, ein Prozess, der ständig weitergehen und nie enden wird.»

## Agrarökologie
Pflanzen auf Ackerstandorten verfolgen diverse Strategien, um auf diesen Standorten erfolgreich zu überleben. Ihre Diasporen sind relativ langlebig, sie haben oft einen frühen Blühzeitpunkt, sie produzieren oft hohe Samenmengen, sie können mehrmals pro Jahr fruchten und haben ein hohes vegetatives Regenerationsvermögen.
Nicht nur Wildpflanzen, sondern auch Kulturpflanzen aus der Vorfrucht können als Ackerbegleitflora auftreten.

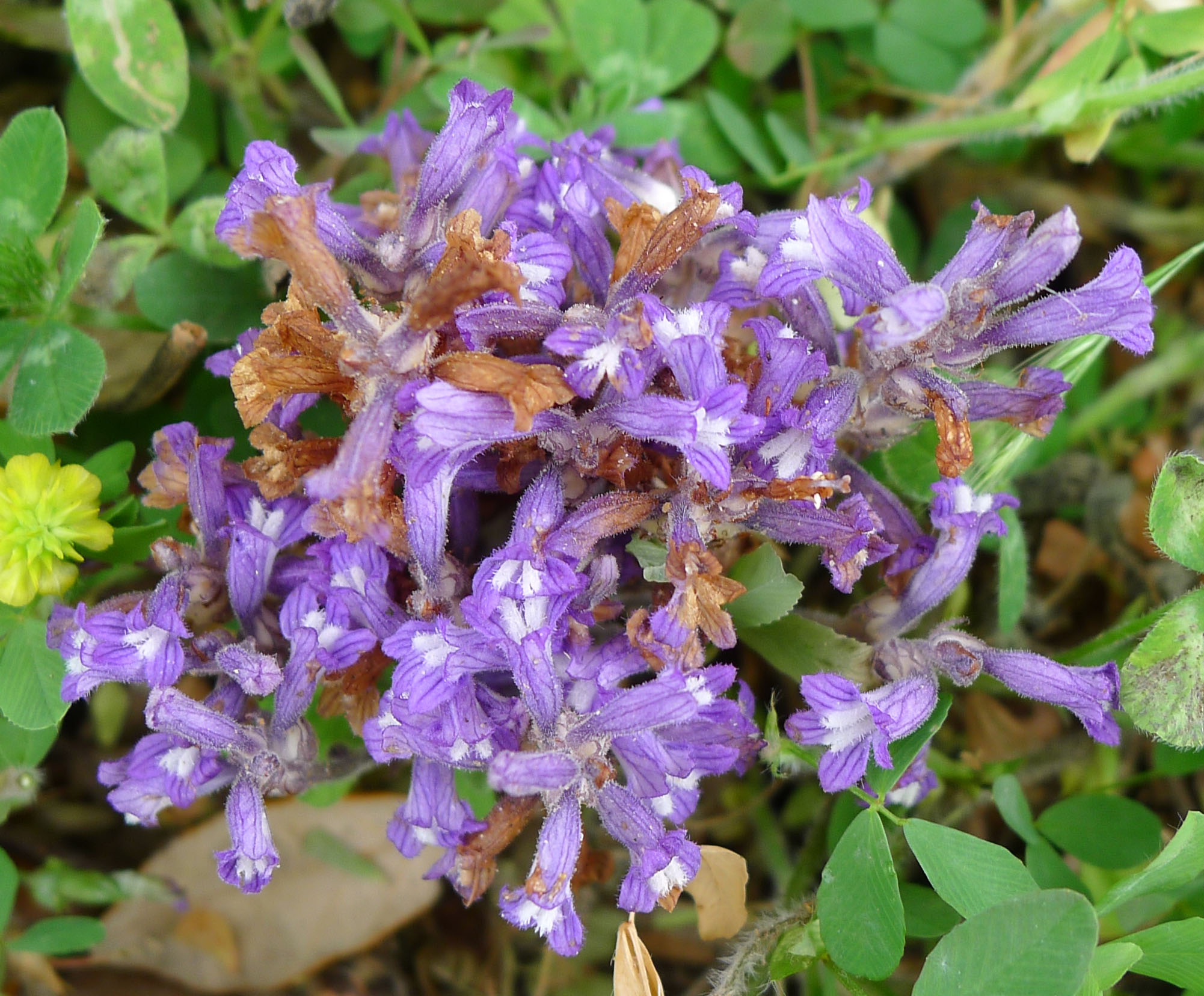
Die Ästige Sommerwurz (Phelipanche ramosa), ein früher in Mitteleuropa weitverbreiteter Parasit auf Raps, Hanf und Tomate

Unkräuter können um Licht, Nährstoffe, Wasser konkurrieren oder auch um mehrere Faktoren gleichzeitig. Allerdings kann die Ackerbegleiflora auch nützliche Eigenschaften für die Kulturpflanzen mitbringen, z. B. kann sie den Oberboden vor Erosion schützen und die verschiedenen Pflanzen können als Wirte für Nützlinge dienen.
Weitere ökologische Wechselwirkungen sind auf allelopathischer Ebene zu finden. Gewisse Pflanzen sondern über die Luft, über ihre Pflanzenteile oder über den Boden Substanzen ab, welche die Kulturpflanzen schädigen können. Umgekehrt gibt es auch Kulturpflanzen, die die Begleitflora allelopathisch beeinträchtigen und es existieren Ackerbegleitpflanzen, die durch Allelopathie Unkräuter hemmen können.
Eine beachtenswerte ökologische Interaktion ist die zwischen parasitischen Pflanzen wie verschiedene Arten der Sommerwurzen oder der Gattung Striga mit Nutzpflanzen. Diese Pflanzen zwicken den Nutzpflanzen über die Wurzeln Nährstoffe ab und können so ertragsschädlich sein.

## Unkraut

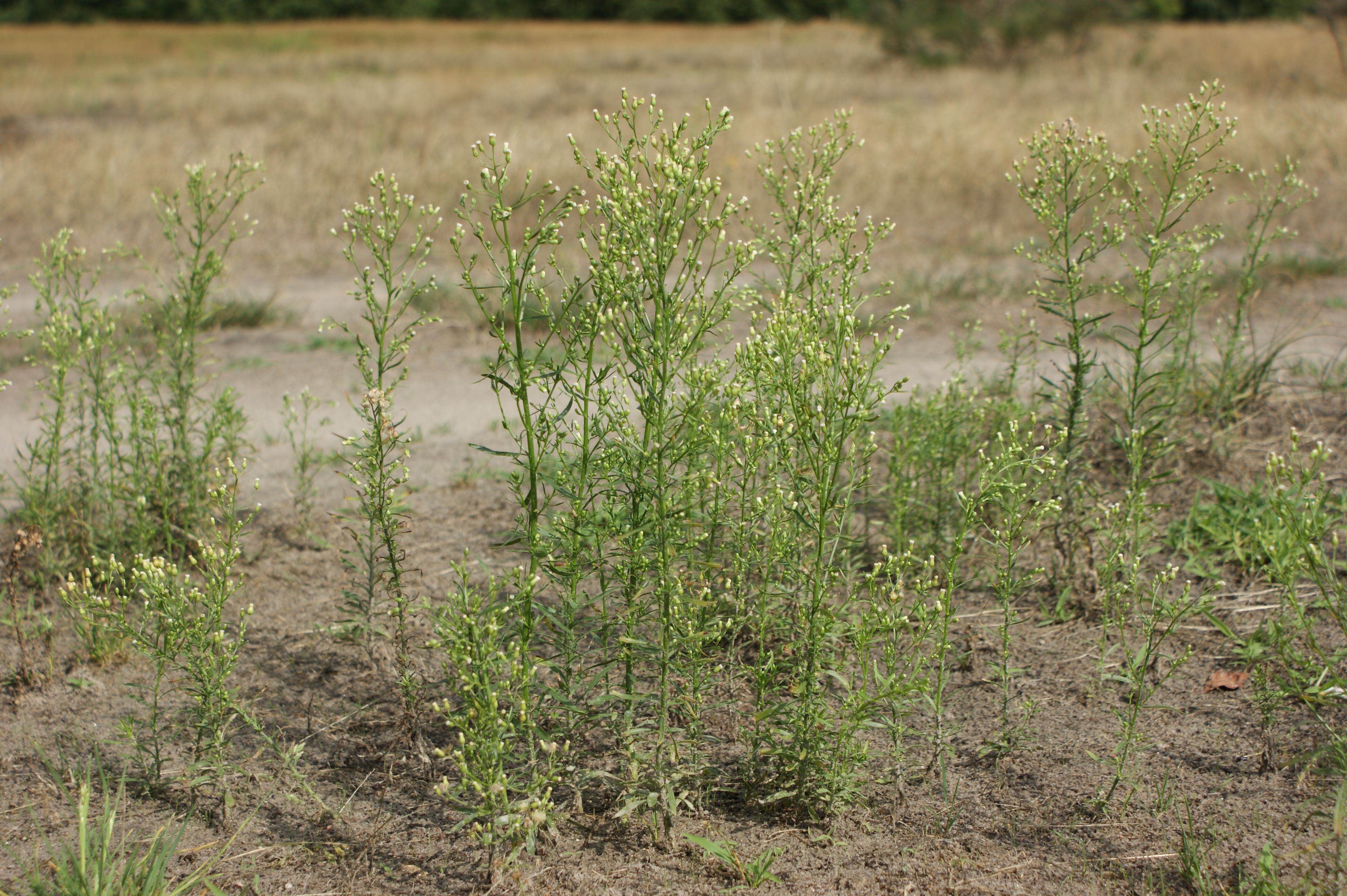
Das Kanadische Berufkraut (Erigeron canadensis) ist ein gefürchtetes Ackerunkraut

Ackerkräuter werden oftmals als Unkräuter bezeichnet. Diese Bezeichnung ist aber irreführend und sollte für den großen Teil dieser Arten vermieden werden. Im strengen Sinne sind nur unerwünschte und ohne das direkte menschliche Zutun auf Äckern auftretende Pflanzen als Ackerunkräuter zu bezeichnen. Nur Ackerbegleitpflanzen, die in einem Kulturpflanzenbestand mehr Schaden als Nutzen verursachen, werden deshalb als Unkräuter bezeichnet.
Unkräuter sind Pflanzen, sowohl eigentlich als botanisch klassifizierte Kräuter als auch Gräser, die aus ökonomischen und ästhetischen Gründen unerwünscht sind.
Aus verschiedenen Studien ist ersichtlich, dass nur ein kleiner Teil der Ackerbegleitflora tatsächlich ökonomische Schäden im Feld verursacht. Das Wachstum im Felde kann für viele dieser Arten als ästhetisch bewertet werden, vor allem wenn die Blütenpracht von Arten wie Mohn (Papaver spec.) oder der Weinberg-Tulpe (Tulipa sylvestrisi) betrachtet wird.
Allerdings sind nicht alle Kulturpflanzen gleich resistent gegen Begleitpflanzen. Möhren und Zwiebeln liefern ohne Unkrautbekämpfung nur geringe Erträge, diese Pflanzen sind zu wenig konkurrenzstark auch gegen konkurrenzschwache Ackerbegleitpflanzen.
Weiterhin ist zu bedenken, dass ohne chemische Unkrautbekämpfung, die Ernteerträge erhebliche Einbussen erfahren können und dass Unkräuter als Zwischenwirte für Krankheiten und Schädlinge und als Störfaktoren der mechanischen Feldbestellung gelten können. Es gibt aber auch Ergebnisse aus dem Bereich der Phytopathologie, die den Status als Zwischenwirte für Krankheiten und Schädlinge relativieren.
Veränderungen vom Status als Unkraut sind möglich durch die Entwicklung neuer Bearbeitungsmethoden und z. B. die durch genetische Weiterentwicklung erhaltene Herbizidresistenz von Ackerpflanzen.

## Standort
Ackerbegleitpflanzen besiedeln eine Vielzahl an Standorten und sind an verschiedene Bewirtschaftungsmethoden angepasst. So finden sich Pflanzen auf Weinbergen, Getreideäckern, Hackfruchtfluren, Brachen, Reisanbaugebieten und Gärten. Gewisse Pflanzen können auch als Ruderalpflanzen an z. B. Straßenrändern auftauchen.
Bestimmte Arten wie das mittlerweile seltene rundblättrige Hasenohr, die Kornrade und das Sommer-Adonisröschen sind an Kalkstandorte mit basischem Boden angepasst. Arten wie der Hasenklee oder die Acker-Hundskamille bevorzugen sandige, bzw. saure Böden.
Arten, die spät blühen, sind auf sogenannte Stoppelfelder angewiesen. Das sind Felder, wo nach der Ernte die Stoppeln nicht unmittelbar umgebrochen werden. Die sehr seltenen und spät blühenden Tännelkraut-Arten kommen bei einem – wie heutzutage oft praktizierten – frühen Stoppelumbruch kaum mehr zur Samenentwicklung.

## Gefährdungen
Seit dem Ende des 19. Jahrhunderts nehmen die Ackerbegleitpflanzen in ihrer Anzahl, Artengemisch und Ausbreitung ab. Die stärkste Abnahme fand seit 1950 statt, wo die Blütenpracht der Kräuter an diversen Standorten noch sichtbar war.
Hauptgründe für die Abnahme waren folgende Wirtschaftsmaßnahmen: Auflassen ertragsschwacher und nur extensiv zu bewirtschaftenden Ackerflächen, Saatgutreinigung, Veränderung der Bodenbearbeitung, Bodenverbessernde Maßnahmen wie Düngung und Kalkung, chemische Unkrautbekämpfung, eine Veränderung der Anbauverhältnisse und das Verschwinden von alten Kulturpflanzen wie z. B. dem Lein und dessen Begleitpflanzen. Diese Maßnahmen hatten aber wiederum eine starke Zunahme an bestimmten Problemunkräutern zur Folge, welche Einbussen im landwirtschaftlichen Betrieb zur Folge haben.
Ackerbegleitpflanzen sind mittlerweile durch zahlreiche Arten in den Roten Listen der gefährdeten, verschollenen und ausgestorbenen Pflanzenarten vertreten und dazu oft mit den höchsten Gefährdungsgraden.
Die intensive Landwirtschaft wird als Hauptverantwortungsträger des Artenverlusts angesehen.
Als Auswirkungen der intensiven Landwirtschaft gelten:
- Verschwinden bereits früherer seltenen Arten
- Verschwinden von Wildkräutern alter Kultursorten wie dem Lein
- Starker Rückgang bzw. Verschwinden von Saatpflanzen wie der Kornrade und dem Sommer-Adonisröschen
- Starker Rückgang von Zwiebelgeophyten, insbesondere auf Weinbergen
- Rückgang von niedrigwüchsigen Stoppelwildkräutern und Rückgang von Pflanzen, die nach der Ernte nochmals zur Blüte kommen
- Starker Rückgang von Arten der Kalkscherbenböden
- Rückgang von Arten stark saurer und nährstoffarmer Sandböden
- Rückgang von Feuchtezeigern

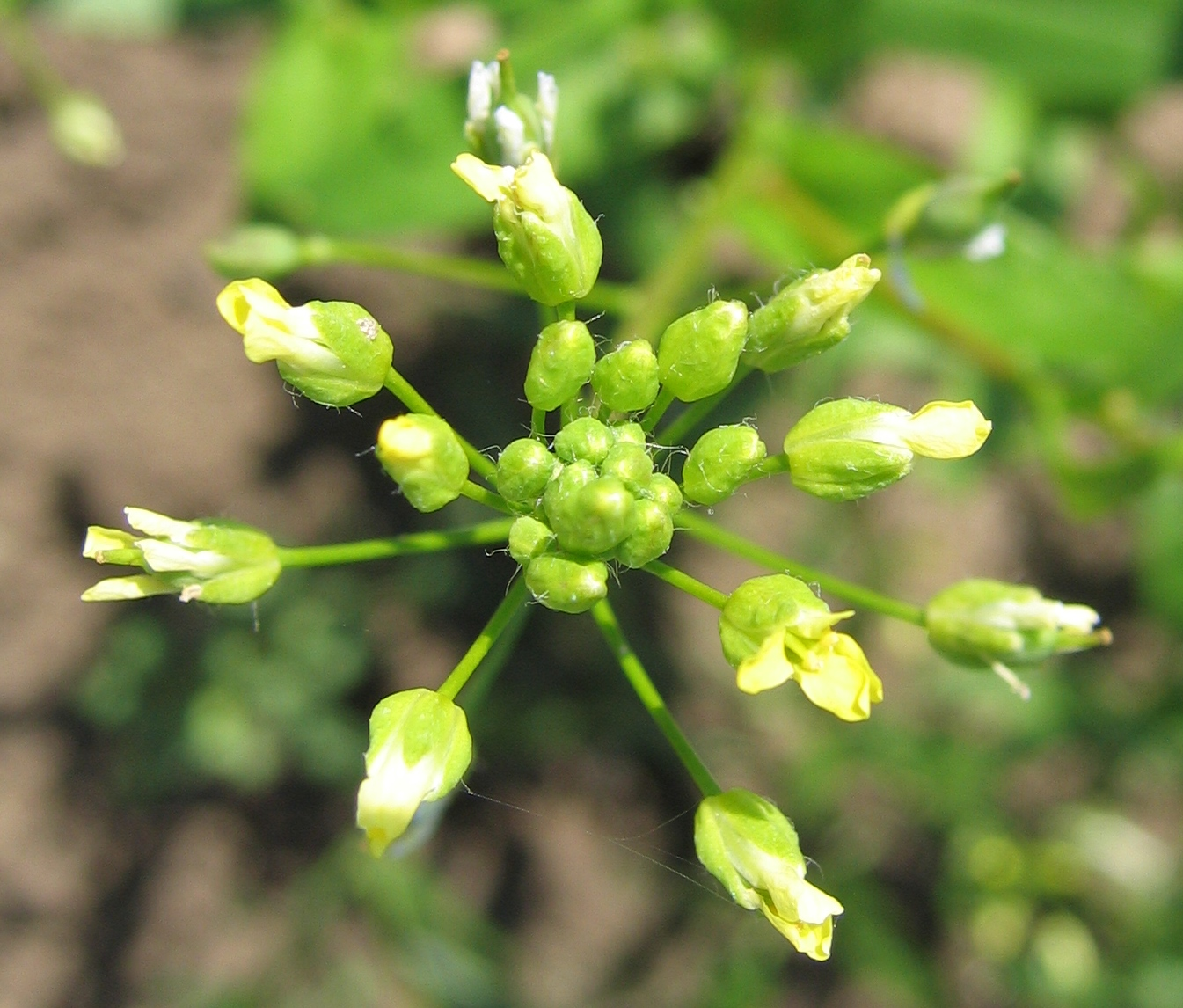
Der Gezähnte Leindotter (Camelina alyssum) ist eine typische Pflanze der heute in Mitteleuropa selten anzutreffenden Leinfeldern
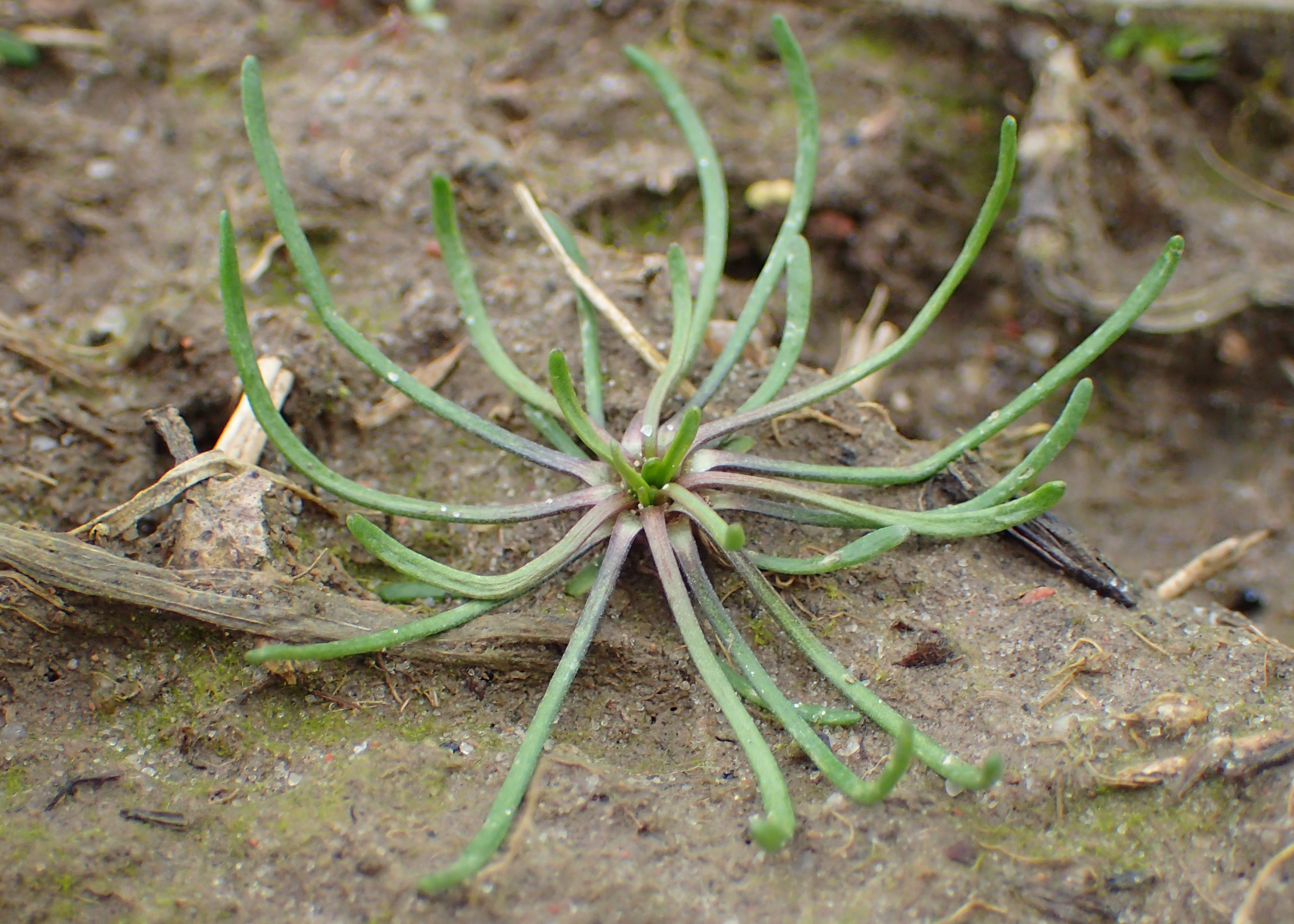
Das Kleine Mäuseschwänzchen (Myosurus minimus) wächst auf feuchten Boden und ist ein Feuchtezeiger

## Naturschutz

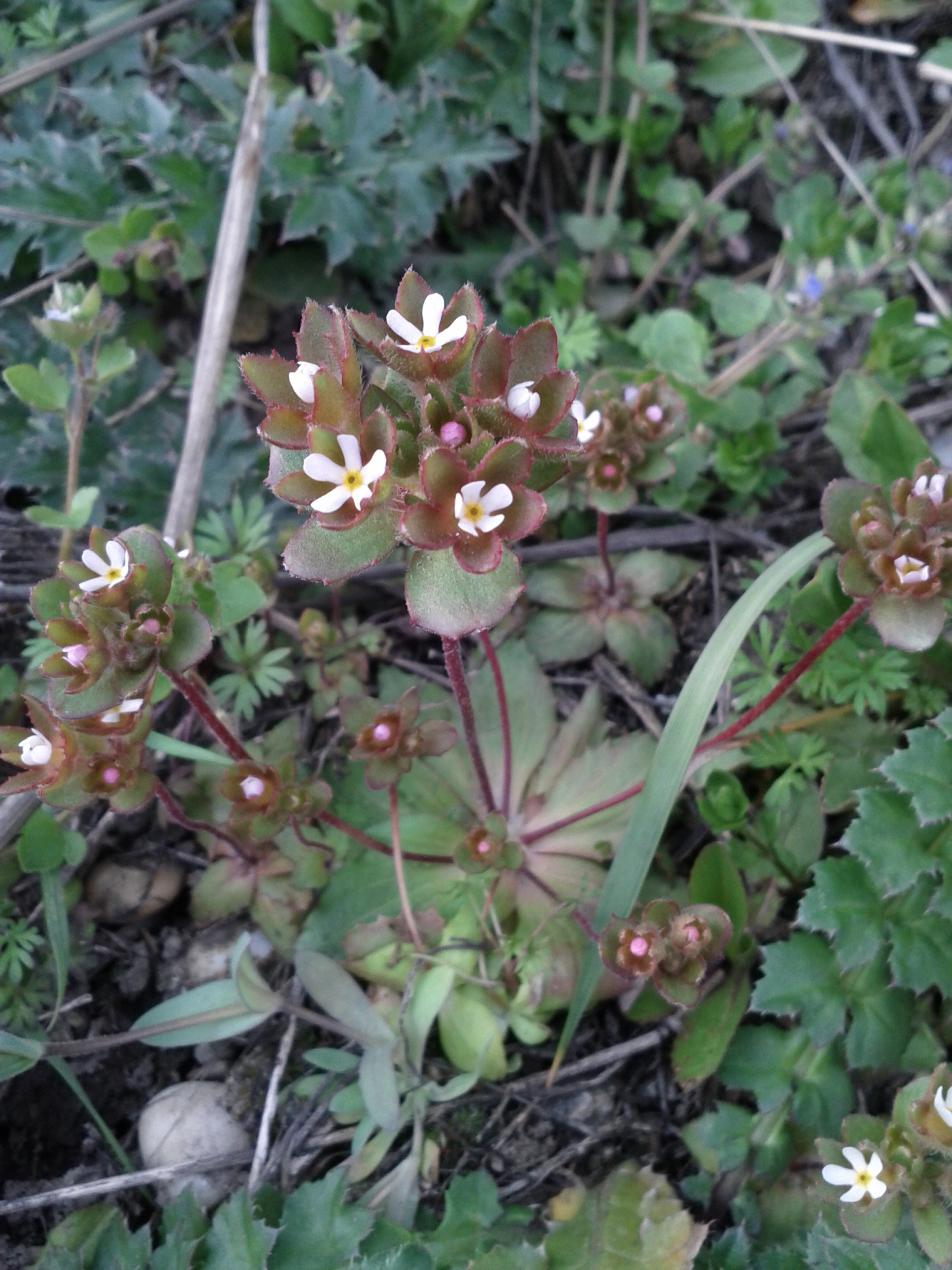
Der Acker-Mannsschild (Andorsace maxima), eine mittlerweile seltene Ackerpflanze

Es gibt unterschiedliche Projekte zur Förderung und Erhalt der Ackerbegleitflora. Maßnahmen, die ergriffen werden, sind z. B. Schutzflächen, Artenhilfsprogramme, Informationsbroschüren, Extensivierungen von Ackerflächen, Ackerrandstreifen und Stilllegungsflächen.
Nennenswert ist, dass auf Flächen die im Rahmen des ökologischen Landbaus, wie BioSuisse in der Schweiz, bestellt werden merklich mehr Ackerpflanzen aufweisen als konventionell bestellte Ackerflächen.
Problematisch ist, dass zurzeit die existierenden Standorte von Ackerbegleitpflanzen stark auseinanderliegen, deshalb muss das Saatgut durch den Menschen eingebracht werden, um so die Distanz zu reduzieren, mit der seltene Pflanzen in neue Gebiete einwandern könnten.
Schutzäcker sind Flächen, deren zentrale Rolle eine öffentlichkeitsinformierende und naturkonservierende ist. Diese Äcker können verschiedene Leistungen erbringen, wodurch Ackerbegleitflora profitieren können. Das beinhaltet die Bereitstellung genetischer Ressourcen, das Schaffen eines Lebensraumes für Bestäuber und Nützlinge, ein attraktives Naherholungsgebiet, wissenschaftliche Untersuchungsstandorte und eine Förderung der Umweltbildung.